# Sant Joan de Montdarn
Sant Joan de Montdarn es una entidad de población española del municipio de Viver y Serrateix, perteneciente a la provincia de Barcelona, en la comunidad autónoma de Cataluña.

## Toponimia
El lugar puede encontrarse referido como Sant Joan de Montdarn, Mondrán y Mundarn.

## Historia
Hacia mediados del siglo XIX, el lugar, por entonces con ayuntamiento propio, tenía contabilizada una población de 98 habitantes. Aparece descrito en el undécimo volumen del Diccionario geográfico-estadístico-histórico de España y sus posesiones de Ultramar de Pascual Madoz con las siguientes palabras:

MONDRAN ó MUNDARN (San Juan de): l. cab. de ayunt, que forma con la cuadra de igual nombre en la prov., aud. terr., c. g. de Barcelona (12 leg.), part. jud. de Berga (2 1/2), dióc. de Solsona. Compónese de 6 casas diseminadas, una igl. parr. (San Juan) aneja de la de Viver de Serrateix, servida por el cura de la matriz, y contiguo á ella el cementerio. Casi unido á este pueblo, hay otro llamado Cuadra de San Juan de Mundarn, que contiene 5 casas, sin igl. ni cosa notable; muchas veces se nombran unidos San Juan de Mundarn y su cuadra, y otras separadas; este territorio ese mas conocido en el pais con el nombre de Cor de Roure, que es el de una posada que hay cerca de la igl., por cuyo punto pasa el camino que conduce de Cardona á Caserras y á Vich. El térm. confina con Monclar, Monmajor, Querol y Caserras. El terreno es de mediana calidad, mucha parte de bosque y poca de cultivo. prod.: centeno, escaña y legumbres; cria ganado lanar y cabrío y alguna caza. pobl.: 19 vec., 98 alm. cap. prod.: 348,800. imp.: 8,720.
(Madoz, 1848, p. 493)

El municipio desapareció de cara al censo de 1857, al incorporarse al de Viver y Serrateix. En 2024, la entidad singular de población de Sant Joan de Montdarn tenía empadronados 24 habitantes, todos ellos en diseminado.

## Patrimonio
Hay en el lugar una iglesia de San Juan.